# Swap de taux d'intérêt
Pour les articles homonymes, voir IRS.

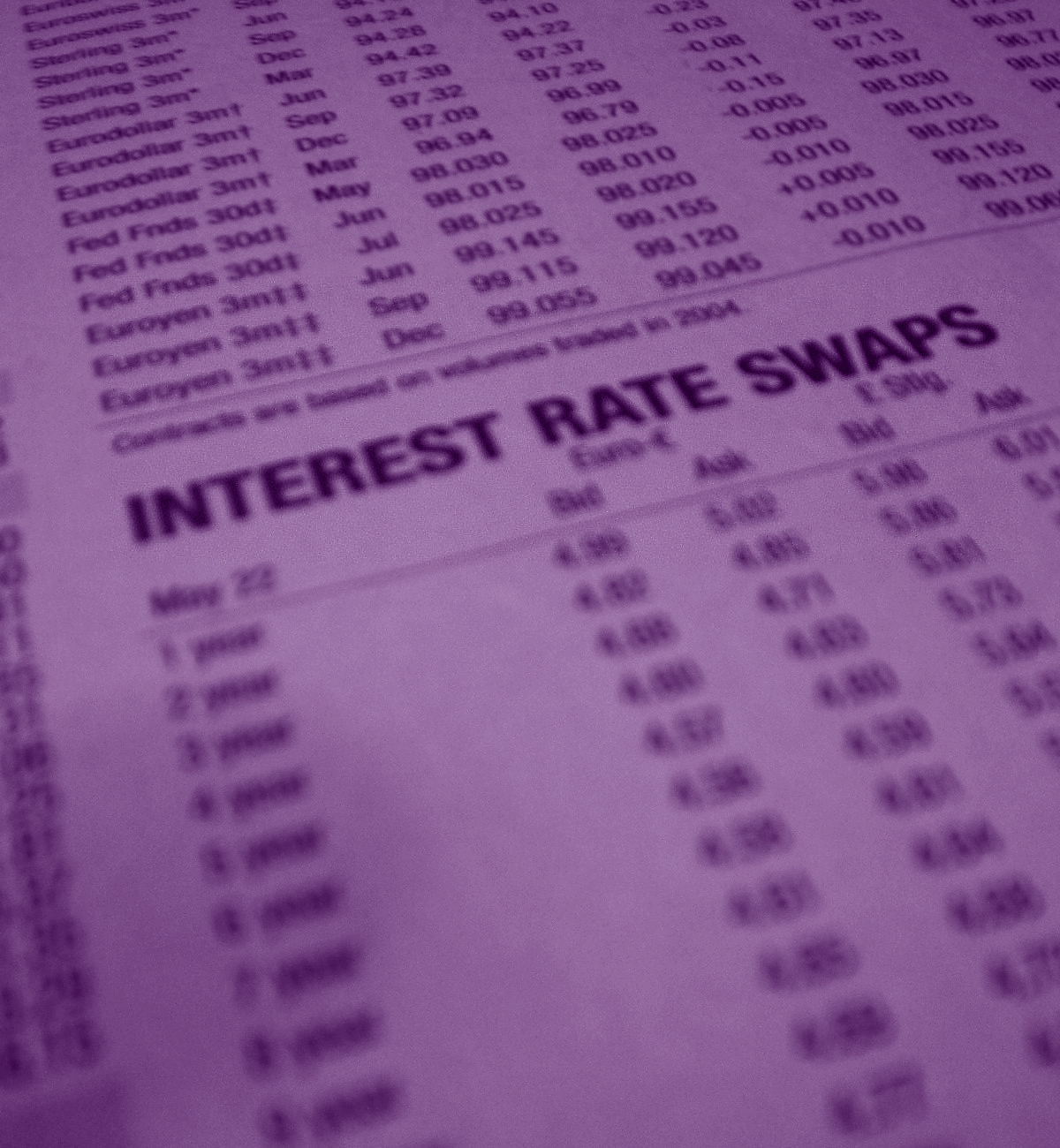
Contrat d'échange de taux d'intérêt.

Un swap  de taux d'intérêt (en anglais : Interest Rate Swap ou IRS) est un produit dérivé financier, dont l'appellation officielle en français est « contrat d'échange de taux d'intérêt ».
Voir les articles généraux : swap et produit dérivé.

## Importance
Le marché des swaps standards (plain vanilla en anglais) contre taux IBOR constitue le deuxième plus important marché des taux d'intérêt à moyen et long terme, derrière celui des emprunts d'État et futures sur emprunts d'État.

## Structure
Un swap de taux est un contrat dans lequel deux contreparties s'engagent mutuellement à se verser des flux financiers (les « jambes » du swap). La contrepartie « jambe fixe » paye les intérêts à taux fixe pour recevoir un taux variable. À l'inverse, la « jambe variable » paye un taux variable et reçoit un taux fixe.
Les caractéristiques principales à définir lors d'un swap standard sont les suivantes :
- quelle contrepartie est la jambe fixe, laquelle est la jambe variable ;
- le montant notionnel, montant de référence non échangé, sur lequel les intérêts sont calculés ;
- la durée du contrat (maturité);
- la fréquence de paiement ;
- la base de calcul des intérêts ;
- les taux fixe et variable utilisés.

Un swap peut aussi avoir deux jambes variables, il s'agit alors d'un basis swap ou swap de base. Si les deux jambes du swap ne sont pas libellées dans la même devise, il s'agit d'un cross currency swap.
Exemple d'un swap « vanille » (standard) :
Un swap où A est la jambe fixe, B la jambe variable, d'un montant notionnel de 100 M€, d'une durée de 10 ans, avec une fréquence de paiement de 6 mois. Le taux fixe est de 4 %, le taux variable utilisé est l'EURIBOR 6 mois, et la base de calcul est 30/360.
La contrepartie A s'engage dans notre exemple à verser à B la somme de : 4 % x 100 M€ x (180/360) tous les six mois.
En échange, la contrepartie B s'engage à verser à A la somme de : (EURIBOR 6 mois) x 100 M€ x (exact/360) tous les six mois (la base de calcul sur l'EURIBOR 6 mois est la base 'Money Market', i. e. exact/360).

## Jambes flottantes
Sur le marché interbancaire, les jambes flottantes standardisées sur laquelle s'est concentrée la liquidité sont :
- pour le dollar américain, le Libor dollar ;
- pour l'euro, l'Euribor et, dans une bien moindre mesure, l'Eonia.

## Utilisations
Les swaps de taux d'intérêt permettent au niveau individuel d'une opération :
- de fixer la marge ;
- de se couvrir face à un risque de taux ;
- de spéculer.

En pratique, les établissements réalisent rarement une gestion opération par opération mais gèrent des portefeuilles de swaps. Souvent ces portefeuilles de swaps interviennent dans la gestion du risque de taux des banques.

### Couverture
Un agent économique peut contracter un swap de taux d'intérêt pour se couvrir face au risque de taux. Dans cette situation le swap est adossé à une autre opération (celle qui expose l'agent au risque de taux). Les opérations ont alors un lien de couverture, le swap étant l'instrument de couverture et l'autre opération l'élément couvert.
Si un agent est exposé à une hausse des taux (par exemple s'il a contracté un emprunt à taux variable), il contractera un swap « receveur taux variable / payeur taux fixe ».
Au contraire, s'il est exposé à une baisse des taux (par exemple s'il a contracté un prêt à taux fixe), il contractera un swap « receveur taux fixe / payeur taux variable ».

### Spéculation
Un agent économique peut contracter un swap dans un but spéculatif. Il cherche alors à profiter des variations de taux à venir.
S'il anticipe une hausse des taux il cherchera à en profiter en contractant un swap « receveur taux variable / payeur taux fixe ».
À l'inverse, s'il anticipe une baisse des taux il cherchera à en profiter en contractant un swap « receveur taux fixe / payeur taux variable ».

## Risque de crédit
Les contreparties d'un swap s'exposent à un risque de crédit mutuel, car en cas de mouvement de la courbe des taux, d'importantes plus-values ou moins-values sous-jacentes peuvent apparaître.
Il est donc important de s'assurer de la solidité financière d'une contrepartie, avant de contracter un swap de taux avec elle.

## Organisation interprofessionnelle
L'ISDA, International Swaps and Derivatives Association, ou Association Internationale des Swaps et Dérivés, est l'organisation professionnelle regroupant la plupart des intervenants majeurs sur les marchés financiers dérivés, dont le but premier est de fournir des contrats standards de référence pour les transactions.

## Le marché des swaps
Le marché des swaps de taux d'intérêt représentait en 2010 un volume annuel de 434 000 milliards de USD.
Les swaps sont cotés en continu par des courtiers tels que Chapdelaine & Co., Tullett Prebon, ICAP ou Cantor Fitzgerald qui obtiennent les prix en interrogeant les market makers.
Les prix des swaps peuvent être consultés par abonnement à des services d'information spécialisés tels que Bloomberg LP ou Refinitiv (anciennement Reuters) en temps réel, ainsi que sur des sites internet gratuits avec un fixing quotidien.

## Comptabilisation dans les établissements de crédit

### En norme française

#### Sources
Les sources suivantes indiquent comment comptabiliser les swaps de taux d'intérêt en norme française dans les établissements de crédit :
- CRBF 88-02 ("relatif à la comptabilisation des opérations sur instruments financiers à terme de taux d'intérêt")
- CRBF 90-15 ("relatif à la comptabilisation des contrats d'échange de taux d'intérêt ou de devises")

#### Intentions de gestion
Les swaps sont associés à l'une des intentions de gestion suivante :
- spéculation (position ouverte isolée)
- couverture du risque de taux d'intérêt affectant un élément ou un ensemble homogène (micro-couverture)
- couverture du risque global d'intérêt (macro-couverture)
- gestion spécialisée d'un portefeuille de transaction

Le mode de comptabilisation diffère selon l'intention de gestion du swap (notamment pour les écritures d'arrêté comptable).

#### En date d'engagement: Notionnel
Dès la date d'engagement le nominal du contrat est comptabilisé en hors-bilan.

#### En date d'arrêté comptable
Des charges ou produits sont constatés en date d'arrêté. Le mode de comptabilisation diffère selon l'intention de gestion du swap.

#### En date de maturité
Le montant restant en hors-bilan est soldé.

### En norme IFRS

#### Sources
Les sources suivantes indiquent comment comptabiliser les swaps de taux d'intérêt en norme IFRS dans les établissements de crédit :
- IAS 32 ("Instruments financiers : présentation")
- IAS 39 ("relative à la comptabilisation et à l'évaluation des instruments financiers")

#### Intentions de gestion
Parmi les quatre catégories d'instruments financiers définies par la norme IAS 39, les swaps, comme tous les dérivés, sont systématiquement considérés comme appartenant aux "actifs et passifs financiers à la juste valeur par le biais du compte de résultat" (parfois abrégé OJV pour Option de Juste Valeur).
Par ailleurs, toujours selon la norme IAS 39 et comme tous les dérivés, les swaps peuvent être désignés comme des instruments de couverture.
Il ressort de ces considérations que trois intentions de gestion peuvent s'appliquer aux swaps :
- couverture de juste valeur (abrégée FVH pour "Fair Value Hedge")
- couverture de flux de trésorerie (abrégée CFH pour "Cash Flow Hedge")
- trading

### Comptabilisation
1. ↑  CRBF 90-15 (Article 2)
2. 1 2  cf. IAS 39